# Palazzo dell'Accademia lettone delle Scienze
Il Palazzo dell'Accademia lettone delle Scienze (in lettone Zinātņu akadēmijas augstceltne) è un grattacielo di Riga, sede dell'omonima accademia. Con un'altezza di 108 metri, fino alla costruzione della Torre della televisione di Riga è stato il più alto edificio della Repubblica Socialista Sovietica Lettone. L'edificio è stato costruito durante gli anni '50 del XX secolo per volere di Stalin, che intendeva donarlo al popolo lettone, su modello delle Sette Sorelle moscovite e del Palazzo della Cultura e della Scienza di Varsavia. Nonostante la valenza artistica, il palazzo è diventato uno dei simboli del cinquantennio di occupazione sovietica della Lettonia, tanto che è soprannominato in modo ironico come "Cremlino" o "Torta di compleanno di Stalin".
Ad oggi il grattacielo rappresenta uno dei migliori esempi di classicismo socialista al di fuori della Russia e dalla sua sommità è possibile ammirare un panorama che abbraccia tutta Riga.